# 柳田村
柳田村（やなぎだむら）は、かつて石川県の北部にあった村。鳳至郡に属した。能登半島では唯一海に面していない内陸の村であった。
いわゆる「平成の大合併」により、石川県に残る最後の村となっていたが、2005年3月1日に鳳至郡能都町・珠洲郡内浦町と合併して、鳳珠郡（ほうすぐん）能登町（のとちょう）となった。

## 地理

### 自然地理
- 山：鉢伏山

## 歴史

### 沿革
- 1889年（明治22年）4月1日 町村制の施行により、鳳至郡柳田村、鴨川村、国光村、石井村、桐畑村、笹川村、長尾村、鈴ヶ嶺村及び小間生村を廃し、その区域をもって鳳至郡柳田村を設置する。
- 1908年（明治41年）4月1日 鳳至郡柳田村、上町村及び岩井戸村を廃し、その区域をもって鳳至郡柳田村を設置する。
- 1955年（昭和30年）3月25日 鳳至郡神野村字中斉及び字神和住の区域を鳳至郡柳田村に編入する。
- 1980年（昭和55年） 石川県の町制施行基準の改定により町制の施行基準を満たすが見送る。
- 1991年（平成3年） 国民体育大会のアーチェリー競技会場となる。
- 2005年（平成17年）
  - 2月13日 閉庁式が行われる。
  - 3月1日 鳳至郡能都町、柳田村及び珠洲郡内浦町を廃し、その区域をもって能登町を設置する。鳳至郡及び珠洲郡を廃し、門前町、穴水町及び能登町の区域をもってあらたに鳳珠郡の区域を画す。柳田村の23大字は能登町に継承。（合併の際に内浦町に同名の字「長尾」が存在するため旧柳田村字長尾の名称は字上長尾に変更する。）

## 行政

### 村長
| 代 | 人 | 氏名       | 就任                      | 退任                      | 備考 |
| -- | -- | ---------- | ------------------------- | ------------------------- | ---- |
| 1  | 1  | 武藤又太郎 | 1889年（明治22年）4月     | 1892年（明治25年）3月     |      |
| 2  | 2  | 国盛善次   | 1892年（明治25年）4月1日  | 1896年（明治29年）3月31日 |      |
| 3  | 2  | 国盛善次   | 1896年（明治29年）5月12日 | 1900年（明治33年）5月11日 |      |
| 4  | 2  | 国盛善次   | 1900年（明治33年）7月13日 | 1904年（明治37年）7月12日 |      |
| 5  | 3  | 藤谷弘一   | 1904年（明治37年）8月27日 | 1906年（明治39年）3月31日 |      |
| 6  | 3  | 藤谷弘一   | 1906年（明治39年）4月10日 | 1908年（明治41年）3月31日 |      |

| 代 | 人 | 氏名       | 就任                       | 退任                       | 備考     |
| -- | -- | ---------- | -------------------------- | -------------------------- | -------- |
|    | 1  | 藤谷弘一   | 1908年（明治41年）4月1日   | 1908年（明治41年）7月7日   | 事務取扱 |
| 1  | 1  | 藤谷弘一   | 1908年（明治41年）7月8日   | 1911年（明治44年）8月23日  |          |
| 2  | 1  | 藤谷弘一   | 1911年（明治44年）10月18日 | 1913年（大正2年）5月15日   |          |
| 3  | 2  | 竹内吉次   | 1913年（大正2年）7月7日    | 1917年（大正6年）7月6日    |          |
| 4  | 2  | 竹内吉次   | 1917年（大正6年）7月27日   | 1921年（大正10年）7月26日  |          |
| 5  | 2  | 竹内吉次   | 1921年（大正10年）9月2日   | 1925年（大正14年）9月1日   |          |
| 6  | 2  | 竹内吉次   | 1925年（大正14年）9月28日  | 1929年（昭和4年）9月27日   |          |
| 7  | 2  | 竹内吉次   | 1929年（昭和4年）10月12日  | 1933年（昭和8年）5月28日   |          |
| 8  | 3  | 原田繁     | 1933年（昭和8年）7月1日    | 1937年（昭和12年）6月30日  |          |
| 9  | 4  | 藤谷栄次郎 | 1937年（昭和12年）8月6日   | 1941年（昭和16年）8月5日   |          |
| 10 | 5  | 生垣涼庭   | 1941年（昭和16年）10月3日  | 1942年（昭和17年）8月28日  |          |
| 11 |    | 原田繁     | 1942年（昭和17年）9月15日  | 1945年（昭和20年）12月15日 |          |
| 12 |    | 生垣涼庭   | 1945年（昭和20年）3月26日  | 1945年（昭和20年）12月14日 |          |
| 13 | 6  | 国盛孝造   | 1946年（昭和21年）1月9日   | 1946年（昭和21年）4月11日  |          |
| 14 | 7  | 阿地知五平 | 1947年（昭和22年）4月20日  | 1951年（昭和26年）4月14日  | [ 注 1 ] |
| 15 | 8  | 広沢隆英   | 1951年（昭和26年）4月24日  | 1955年（昭和30年）4月30日  |          |
| 16 | 8  | 広沢隆英   | 1955年（昭和30年）5月1日   | 1959年（昭和34年）4月30日  |          |
| 17 | 8  | 広沢隆英   | 1959年（昭和34年）5月1日   | 1963年（昭和38年）4月30日  |          |
| 18 | 9  | 堀内博     | 1963年（昭和38年）5月1日   | 1967年（昭和42年）4月30日  |          |
| 19 | 9  | 堀内博     | 1967年（昭和42年）5月1日   | 1971年（昭和46年）4月30日  |          |
| 20 | 9  | 堀内博     | 1971年（昭和46年）5月1日   | 1975年（昭和50年）4月30日  |          |
| 21 | 10 | 西原覚十郎 | 1975年（昭和50年）5月1日   | 1979年（昭和54年）4月30日  |          |
| 22 | 11 | 竹内虎治   | 1979年（昭和54年）5月1日   | 1983年（昭和58年）4月30日  |          |
| 23 | 11 | 竹内虎治   | 1983年（昭和58年）5月1日   | 1987年（昭和62年）4月30日  |          |
| 24 | 12 | 山口彦衛   | 1987年（昭和62年）5月1日   | 1991年（平成3年）4月30日   |          |
| 25 | 12 | 山口彦衛   | 1991年（平成3年）5月1日    | 1995年（平成7年）4月30日   |          |
| 26 | 12 | 山口彦衛   | 1995年（平成7年）5月1日    | 1999年（平成11年）4月30日  |          |
| 27 | 12 | 山口彦衛   | 1999年（平成11年）5月1日   | 2003年（平成15年）4月30日  |          |
| 28 | 12 | 山口彦衛   | 2003年（平成15年）5月1日   | 2005年（平成17年）2月28日  |          |

- 村長 - 山口 彦衛（やまぐち・ひこえ）

## 学校

### 学校教育

#### 廃校
- 柳田農業高等学校

#### 高等学校
- 石川県立（1校）
  - 能登青翔高等学校

#### 中学校
- 柳田村立（1校）
  - 柳田中学校

#### 小学校
- 柳田村立（1校）
  - 柳田小学校

## 交通

### 鉄道
村内を鉄道路線は走っていない。最寄り駅は、のと鉄道能登線宇出津駅。

### 道路
- 道の駅
  - 桜峠